# Falsificação de conhecimento
A falsificação do conhecimento é a expressão deturpada feita de forma deliberada daquilo que um indivíduo ou grupo sabe sob pressões sociais. O termo foi cunhado por Timur Kuran em seu livro Private Truths, Public Lies: The Social Consequences of Preference Falsification . 

## Motivação
De acordo com a análise de falsificação de preferência de Kuran, a falsificação de conhecimento é geralmente um instrumento para se sinalizar uma preferência que difere da preferência privada do indivíduo agente, em outras palavras, ela tem como. objetivo apoiar a falsificação de preferência .  A deturpação bem-sucedida das preferências particulares de alguém requer a ocultação do conhecimento sobre o qual elas se baseiam. Assim, as pessoas se envolvem na falsificação de preferências, ou pelo menos a reforçam, deturpando suas informações, interpretações, e entendimento.
Tal deturpação é uma resposta às pressões sociais, econômicas e políticas sentidas pelo indivíduo. As pressões percebidas podem ser parcialmente, quando não totalmente, imaginárias.  As pressões podem estar enraizadas na censura imposta por um estado e aplicadas por meio de punições impostas pelo governo deste mesmo estado. Mas, tal como a falsificação de preferências, a falsificação de conhecimento não precisa ser uma resposta apenas, ou mesmo principalmente, às pressões do estatais ou de alguma outra entidade política organizada. A fonte das pressões podem ser, em parte, indivíduos que procuram mostrar conformidade com uma agenda que parece politicamente popular.  Em qualquer contexto, a falsificação do conhecimento pode terminar abruptamente, por meio de uma mudança auto-reforçada na opinião pública. 

## Efeitos sociais
Entre os efeitos da falsificação do conhecimento estão a distorção, corrupção, e empobrecimento do conhecimento no domínio público. À sociedade é negada a exposição ao que se acredita ser verdadeiro na fronteira do conhecimento e, em vez disso, ela acaba exposta a informações que seus portadores consideram falsas.  Um outro efeito é a ignorância generalizada sobre as falhas das políticas públicas e sobre as potenciais vantagens das reformas. A falsificação do conhecimento também pode trazer forte cerceamento e ossificação intelectual, prejudicando deste modo a inovação. Ainda outra consequência possível é a persistência de políticas, costumes, normas, modas e instituições que são amplamente desaprovadas pelo. público. 
A falsificação do conhecimento não apenas informa mal a coletividade sobre a realidade social, como observa Learry Gagné,  mas também leva ao autoengano generalizado. Como as pessoas sistematicamente subestimam as motivações dos outros para manter o conhecimento privado fora do domínio público, indivíduos tendem a ter facilidade em aceitar crenças que pareçam generalizadas. Assim, ao reforçar os incentivos uns dos outros para falsificar o conhecimento, os membros de uma comunidade também impedem uns aos outros de ganhar consciência dos mecanismos pelos quais eles iludem a si mesmos. 
Concentrando-se nas ineficiências geradas pela falsificação do conhecimento, Cass Sunstein argumenta que as sociedades se beneficiam de instituições destinadas a minimizá-la. Ele afirma que: “A falsificação do conhecimento, gerada pela inclinação humana natural de ceder à multidão, pode criar sérios problemas para a própria multidão. Se os membros da multidão não estão a revelar o que sabem, erros e até mesmo desastres são inevitáveis.”  Com base nisso, ele argumenta que líderes, legislaturas, corporações, escolas, e comitês devam promover deliberadamente a sua própria exposição a discursos dissidentes e não-conformistas. Os tribunais funcionam melhor, ele diz, quando os seus órgãos decisórios incluem pessoas que trazem para as avaliações diversas informações e interpretações dos factos. 
Com base nos pensamentos de Sunstein, Graham McDonough  argumenta que a falsificação do conhecimento pode até mesmo minar um objetivo central da educação moral: fazer julgamentos pessoais necessários para manter relacionamentos pessoais. O mecanismo pelo qual isso pode acontecer é pelo prejuízo da comunicação de diferenças razoáveis, o que, no processo, reduz a diversidade epistemológica. A comunicação aberta e desimpedida nos entendimentos facilitam a construção de diretrizes morais politicamente, eticamente, e epistémicamente satisfatórias.
Em qualquer questão ou controvérsia, a prevalência da falsificação do conhecimento pode variar sistematicamente entre grupos demográficos que diferem em pressões sociais, culturais e, políticas sofridas a nível individual e coletivo. E os membros de qualquer grupo demográfico podem até mesmo variar o conhecimento que transmitem aos outros, dependendo do público. Nesse sentido, Kuran e Edward McCaffery mostram que as percepções de discriminação transmitidas publicamente diferem sistematicamente dependendo do modo de pesquisa. Em questões controversas de discriminação, por exemplo, os estadunidenses parecem mais dispostos a revelar conhecimento pertinente online do que offline. 

## Instituições e sociedade
As observações de Kuran e Sunstein ecoam as palavras de Friedrich Hayek sobre as vantagens da democracia. “A democracia é, acima de tudo, um processo de formação de opinião”, escreveu Hayek, e “é em seus aspectos dinâmicos, e não estáticos, que o valor da democracia se comprova.”  Tomando como ponto de partida a afirmação de Hayek, Michael Wohlgemuth argumenta que as constituições democráticas limitam o escopo tanto da falsificação de preferências quanto da falsificação de conhecimento (nisso ele propõe o termo “falsificação de opinião” como um conceito agregador que captura tanto a falsificação de conhecimento quanto a falsificação de preferências). As constituições democráticas facilitam, por um lado, o processo de purga dos discursos públicos, do conhecimento público artificial, das preferências públicas performativas, e, por outro, a descoberta de conhecimento e preferências que os indivíduos inicialmente mantêm privadas. 
Uma tradição intelectual que remonta pelo menos a John Stuart Mill sustenta que a deliberação social significativa tem como precondição a liberdade de expressão de pensamentos e a busca, completamente desimpedida, pelo conhecimento. Com base nessa tradição, Russell Blackford afirma que as sociedades precisam de defesas institucionais não apenas contra os esforços do governo para controlar o conhecimento, mas também contra as pressões comunitárias de caráter conformista que induzem à falsificação do conhecimento.  Esta última categoria de instituições inclui normas que asseguram a proteção de hereges, excêntricos, pessoas não-conformistas, artistas, e comediantes pelo enriquecimento que trazem para o conhecimento público. A celebração da disseminação de conhecimento controverso deve ser limitada, afirma Blackford, apenas em casos de discurso de ódio. Esta exceção convida a discussão aprofundada de múltiplos princípios amplamente aceitos, e por isso deve ser tratada caso a caso. Contudo, este mecanismo deverá manter a atenção para a manutenção de incentivos à divulgação do conhecimento útil. 